# Kandi III
Kandi III ist ein Arrondissement im Departement Alibori in Benin. Es ist eine Verwaltungseinheit, die der Gerichtsbarkeit der Kommune Kandi untersteht und selbst dieser ist. Gemäß der Volkszählung von 2013 hatte Kandi III 14.206 Einwohner, davon waren 7284 männlich und 6922 weiblich.